# Sergei Naumik
Sergei Konstantinowitsch Naumik (russisch Сергей Константинович Наумик; * 8. Oktober 1985 in Ridder) ist ein kasachischer Biathlet.
Sergei Naumik betreibt seit 2002 Biathlon und wird von Michail Dudtschenko trainiert. Seine ersten international bedeutenden Rennen bestritt er 2003 bei den Junioren-Weltmeisterschaften von Kościelisko, ohne jedoch nennenswerte Ergebnisse zu erreichen. Das änderte sich 2004 bei der Junioren-WM in Haute-Maurienne mit Rang elf im Sprint und 13 in der Verfolgung. Seine dritte Junioren-WM in Kontiolahti 2005 brachte Naumik, ebenso wie die Vierte 2006 in Presque Isle, nur Platzierungen von 30 aufwärts. 2005 lief Naumik in Nowosibirsk auch bei der Junioren-Europameisterschaft und wurde hier Siebter im Einzel und Sechster mit der Staffel. In Gurnigel gewann er ein Rennen des Junioren-Europacups.
2006 debütierte Naumik in einem Staffelrennen (18.) in Hochfilzen im Biathlon-Weltcup. An selber Stelle lief er wenig später bei einem Sprint sein erstes Einzelrennen, in dem er Platz 86 belegte. In Antholz nahm der Kasache bei den Biathlon-Weltmeisterschaften 2007 an seinen ersten Welttitelkämpfen im Biathlon teil und wurde 100. im Einzel. Auch 2008 trat Naumik bei der WM in Östersund an und wurde 75. im Sprint und 22. mit der Staffel. Als 45. im Einzel erreichte der Kasache sein bestes Ergebnis in einem internationalen Rennen.

## Biathlon-Weltcup-Platzierungen
Die Tabelle zeigt alle Platzierungen (je nach Austragungsjahr einschließlich Olympische Spiele und Weltmeisterschaften).
- 1.–3. Platz: Anzahl der Podiumsplatzierungen
- Top 10: Anzahl der Platzierungen unter den ersten zehn (einschließlich Podium)
- Punkteränge: Anzahl der Platzierungen innerhalb der Punkteränge (einschließlich Podium und Top 10)
- Starts: Anzahl gelaufener Rennen in der jeweiligen Disziplin
- Staffel: inklusive Mixed- und Single-Mixed-Staffeln

| Platzierung                      | Einzel | Sprint | Verfolgung | Massenstart | Staffel | Gesamt |
| -------------------------------- | ------ | ------ | ---------- | ----------- | ------- | ------ |
| 1. Platz                         |        |        |            |             |         |        |
| 2. Platz                         |        |        |            |             |         |        |
| 3. Platz                         |        |        |            |             |         |        |
| Top 10                           |        |        |            |             |         |        |
| Punkteränge                      | 1      |        |            |             | 17      | 18     |
| Starts                           | 4      | 15     | 1          |             | 17      | 37     |
| Stand: nach der Saison 2010/2011 |        |        |            |             |         |        |